# UZ-Baureihe ЭПЛ2Т
Die UZ-Baureihe ЕПЛ2Т (EPL2T) ist ein bei der Lokomotivfabrik Luhansk gebauter Triebwagen der Ukrsalisnyzja, der speziell im Vorortverkehr auf Netzen mit 3 kV Gleichspannung und einer Spurweite von 1520 mm eingesetzt wird. Er gehört zu einer Serie von Elektrotriebwagen für Gleichstrom-Antrieb mit Rekuperationsbremse, wobei sich die Bezeichnung von Електропоїзд Луганский (Elektropojisd Luhanskyj „Elektrozug hergestellt in Luhansk“), 2. Typ herleitet. Der Buchstabe T steht für die Verwendung der Rekuperationsbremse.

## Geschichte
Der Elektrozug wurde in der Lokomotivfabrik Luhansk produziert. Er ist konzipiert für die Personenbeförderung auf Eisenbahnstrecken in gemäßigtem Klima, die mit einer Fahrdrahtspannung von 3 kV Gleichstrom bespannt sind. Die übliche Zusammensetzung des Zuges besteht aus acht Wagen; Zwei Steuerwagen, vier Motorwagen und zwei Beiwagen. Dabei wird der Triebzug in der Formation Steuerwagen – Motorwagen – Beiwagen – Motorwagen – Motorwagen – Beiwagen – Motorwagen – Steuerwagen betrieben.

## Technische Charakteristik
Der Motorwagen der Elektrozüge besteht aus zwei zweiachsigen Drehgestellen mit zwei Federaufhängungen über Reibungskupplungen mit Dämpfern und einer zentralen Wiegeaufhängung mit hydraulischen Schwingungsdämpfern. Bei dem Elektrozug werden Fahrmotoren für Gleichstrom verwendet. Der Traktionsantrieb besteht aus der Kombination von Aufhängungen; die Traktionsfahrmotoren sind mit dem Drehgestellrahmen mit der stützenden Rahmenaufhängung, das Antriebsgetriebe ist mit der Antriebsachse über die sogenannte stützende Achsenaufhängung verbunden. Der Elektrozug ist mit der Rekuperationsbremse, der elektropneumatischen Bremse, der Druckluftbremse und der Handbremse ausgerüstet.
Die Halterung der Drehgestelle der Steuer- und Beiwagen ist drehzapfenlos mit zweistufiger Federaufhängung nach Flexicoil-Bauart ausgeführt.
Die Wagenkästen und Rahmen sind aus rostfreiem Stahl mit Verstärkungssicken ausgeführt. Ursprünglich waren die Kästen der Steuerwagen in der Art der von der UZ-Baureihe ЭПЛ9Т ausgeführt, ungefähr ab der Inventarnummer 0015 erhielten sie die Form mit der strömungsgünstigen Verkleidung. Zwischen den Waggons befindet sich ein geschlossener Übergang als Ballon-Typ, der einen gefahrlosen Übergang der Passagiere zwischen den Wagen sicherstellt. Die Waggons der Elektrozüge sind mit automatischen Mittelpufferkupplungen ausgerüstet.

## Innere Ausgestaltung

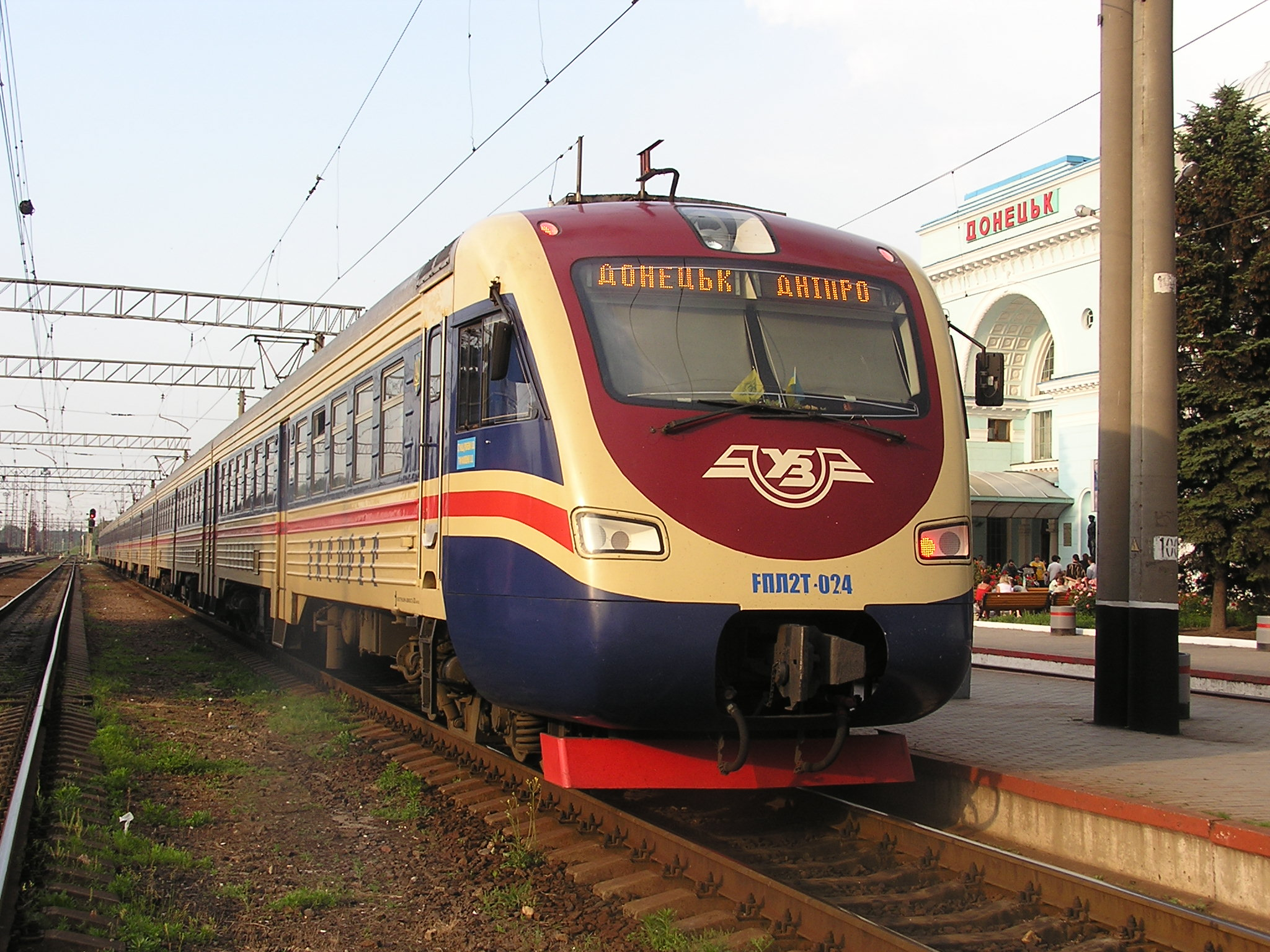
EPL2T.024 in Donezk

Die Passagierabteile sind geräumig ausgeführt und mit bequemen, halbweichen Sitzen ausgestattet. An den Seitenwänden sind über den Fenstern Gepäckablagen untergebracht, in den Wänden zwischen den Fenstern sind Haken für die Bekleidung vorhanden. Die Ausführung der Abteile, die Ausmaße und Anordnung der Sitze, die Türen und Trittbretter ermöglichen einen bestmöglichen Ein- und Ausstieg der Reisenden. Die Heizungssysteme und die Wärmedämmung des Wagenkastens stellen während der kalten Jahreszeit automatisch die Beibehaltung einer Temperatur von +15 °C sicher. In den Fahrgastabteilen ist eine natürliche Ventilation vorgesehen; in den Toilettenräumen ist eine Zwangsventilation vorhanden.
Der Elektrozug ist mit einer automatischen Brandmeldeanlage ausgerüstet, sie reagiert auf Wärme und Rauch. Die Beleuchtung der Passagierabteile, der Lokführerkabine, der Vorräume der Maschinen-Abtrennung und der Toiletten erfolgt durch Leuchtstofflampen. Zusätzlich ist noch eine Notbeleuchtung in den Passagierabteilen und den Toiletten mit Glühlampen vorhanden. Für die Notbremse sind in den Abteilen der Reisenden und den Vorräumen Notbremsgriffe angebracht.

## Auslieferung und Betrieb
Der Elektrozug ЕПЛ2Т wird nur bei den Ukrsalisnyzja betrieben. Der erste Triebzug wurde als 8-Wagen-Zug am 24. Oktober 2000 gebaut. Die Serienproduktion begann 2001, zum Stand Juli 2013 ist die Auslieferung faktisch unterbrochen, obwohl noch Bedarf an weiteren Fahrzeugen besteht (der letzte Zug ЕПЛ2Т.035 wurde 2008 ausgeliefert).
Der Bau des ЕПЛ2Т.036 wurde im November 2008 auf Grund der Finanzkrise in der Ukraine unterbrochen. Alle acht Waggons des Zuges wurden bislang als Wagenkästen ohne Drehgestelle gebaut. Heute steht der halbfertige Triebzug in einer nicht genutzten Abteilung des Herstellerwerkes. Gleichzeitig mit dem ЕПЛ2Т wurden in der Lokomotivfabrik Luhansk gleichartige Züge für Wechselstrom mit der Bezeichnung ЕПЛ9Т (EPL9T) hergestellt. Bisher wurden 15 Züge ausgeliefert.